# Coenonympha ornatissima
Coenonympha ornatissima är en fjärilsart som beskrevs av Hermann Stauder 1923. Coenonympha ornatissima ingår i släktet Coenonympha och familjen praktfjärilar. Inga underarter finns listade i Catalogue of Life.